# Trentepohlia (Trentepohlia) inflata
Trentepohlia (Trentepohlia) inflata is een tweevleugelige uit de familie steltmuggen (Limoniidae). De soort komt voor in het Afrotropisch gebied.